# Buraq

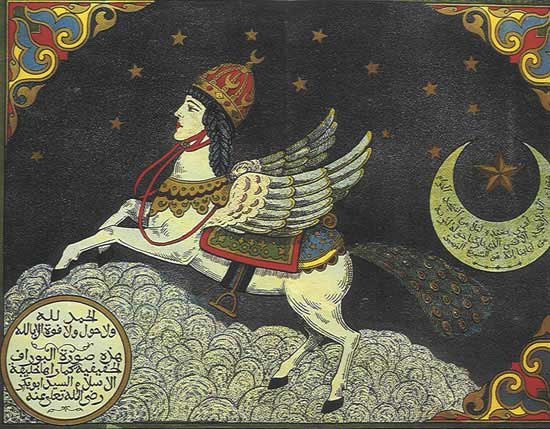
Darstellung eines Buraq aus dem 17. Jahrhundert

Buraq oder al-Buraq (arabisch البراق, DMG al-burāq; wohl abgeleitet von mittelpersisch bārak, ‚Reittier‘) ist in der islamischen Mythologie ein weißes pferdeähnliches Reittier mit Flügeln und Menschenantlitz, auf dem nach einer legendären Überlieferung der Prophet Mohammed während einer Nacht von der Erde zum Himmel und zurück flog. Auf dem Tier soll er auch mit Erzengel Gabriel auf seiner Nachtreise von Mekka nach Jerusalem geritten sein. Das Tier findet sich auf zahlreichen Darstellungen. 
Im Türkischen ist das Wort in der Schreibweise Burak auch ein männlicher Vorname.
Da Mohammed auf seiner Reise nach Jerusalem zum Tempelberg zurückgekehrt und sein Reittier an einem eisernen Ring am Fundament des Zweiten Tempels festgemacht haben soll, nennen die Araber die Mauer Buraq (arabisch حائط البراق, DMG Ḥāʾiṭ al-Burāq, wörtlich: „Buraq-Mauer“).